# Albert Amrhein
Franz Albert Amrhein (ur. 29 grudnia 1870 we Frankfurcie nad Menem, zm. 20 maja 1945 tamże) – niemiecki rugbysta, olimpijczyk, zdobywca srebrnego medalu w turnieju rugby union na Letnich Igrzyskach Olimpijskich w 1900 roku w Paryżu.

## Kariera sportowa
Prócz rugby uprawiał również lekkoatletykę. W trakcie kariery sportowej reprezentował klub SC Frankfurt 1880, z którym – jako przedstawicielem Cesarstwa Niemieckiego – zagrał w turnieju rugby union na Letnich Igrzyskach Olimpijskich 1900 w roli kapitana. W rozegranym 14 października 1900 roku na Vélodrome de Vincennes spotkaniu Niemcy ulegli Francuzom 17:27. Oznaczało to zdobycie przez Niemców srebrnego medalu ex aequo z Brytyjczykami, jako że zaplanowany na 21 października mecz z reprezentującym Wielką Brytanię klubem Moseley Wanderers RFC nie doszedł do skutku.
Był to jego jedyny występ w kadrze narodowej.

## Kariera zawodowa
Był biznesmenem i prezesem SC Frankfurt 1880.